# 1429
Il 1429 (MCDXXIX in numeri romani) è un anno  del XV secolo.

## Eventi
- gennaio – Filippo il Buono fonda l'Ordine del Toson d'oro in occasione delle sue nozze con Isabella del Portogallo.
- 12 febbraio – Il Bastardo d'Orléans e il Conte di Clermont sono sconfitti nella Battaglia delle aringhe presso Orléans.
- 8 maggio – Giovanna d'Arco alla testa dell'armata francese libera la città di Orléans dall'assedio.
- 17 luglio – Carlo VII è ufficialmente incoronato re di Francia.
- 26 luglio – Abdicazione dell'antipapa Clemente VIII.
- agosto – fondazione del *regno delle Ryūkyū sotto lo *Shō Hashi
- Jacopo Della Quercia realizza il Portale di S.Petronio.

## Nati
- 30 gennaio - Allegretto Allegretti, storico e politico italiano († 1497)
- 30 gennaio - Humphrey FitzAlan, XV conte di Arundel, nobile inglese († 1438)
- 27 febbraio - Giovanni Antonio Campano, umanista e vescovo cattolico italiano († 1477)
- 15 marzo - Donato Acciaiuoli, scrittore e politico italiano († 1478)
- 7 maggio - Giovanni Pontano, umanista e politico italiano († 1503)
- 3 agosto - Amedea Paleologa, nobile († 1440)
- 20 dicembre - Antonio di Marsciano, nobile e condottiero italiano († 1484)
- Lazzaro Bastiani, pittore italiano († 1512)
- Gentile Bellini, pittore e medaglista italiano († 1507)
- Gonzalo Chacón, politico e storico spagnolo († 1507)
- Ambrogio Contarini, ambasciatore e esploratore italiano († 1499)
- George Douglas, IV conte di Angus, nobile scozzese († 1462)
- Mino da Fiesole, scultore italiano († 1484)
- Pietro V d'Aragona († 1466)
- Ludovico Podocataro, cardinale e arcivescovo cattolico cipriota († 1504)
- Bertrando de' Rossi, nobile italiano († 1502)
- Tristano Sforza, condottiero italiano († 1477)
- Lorenzo Zane, patriarca cattolico italiano († 1485)
- Çandarlı İbrahim Pascià II, politico ottomano († 1499)

## Morti
- 20 febbraio - Giovanni di Bicci de' Medici, banchiere italiano (n. 1360)
- 1º marzo - Giovanni III di Namur, nobile francese
- 4 marzo - Andronico Paleologo, bizantino (n. 1400)
- 26 aprile - Alessio IV di Trebisonda, imperatore bizantino (n. 1379)
- 28 maggio - Giovanna Bentivoglio Malvezzi, nobildonna italiana
- 3 giugno - Giovanni II di Heideck, vescovo cattolico tedesco
- 22 giugno - Al-Kashi, matematico e astronomo persiano
- 2 luglio - Filippo I di Nassau-Weilburg, conte (n. 1368)
- 4 luglio - Carlo I Tocco, conte
- 12 luglio - Jean Gerson, teologo e filosofo francese (n. 1363)
- 18 agosto - Benedetto Guidalotti, vescovo cattolico italiano
- 25 agosto - Çandarlı İbrahim Pascià, politico ottomano
- 14 settembre - Carlo I Malatesta, condottiero italiano (n. 1368)
- 28 settembre - Cimburga di Masovia, duchessa (n. 1394)
- 30 ottobre - Ambrogio di Baldese, pittore italiano (n. 1352)
- 16 dicembre - Buonaccorso da Montemagno il Giovane, umanista italiano
- 19 dicembre - Malatesta IV Malatesta, politico e condottiero italiano (n. 1370)
- Bartolomeo Aragazzi, umanista italiano
- Antonio Da Ponte, vescovo cattolico e patriarca cattolico italiano
- Emir Sultan, teologo ottomano (n. 1368)
- Alfonso Enríquez, nobile spagnolo (n. 1354)
- Phommathat, sovrano laotiano
- Aiace Pico, condottiero e nobile italiano
- Heinrich von Plauen, militare tedesco
- Maddalena Scrovegni, umanista italiana (n. 1356)
- Teodora Tocco, nobile bizantina
- Nicolina da Varano, nobile italiana

## Calendario
| Calendario 1429 | Calendario 1429 | Calendario 1429 | Calendario 1429 | Calendario 1429 | Calendario 1429 | Calendario 1429 | Calendario 1429 | Calendario 1429 | Calendario 1429 | Calendario 1429 | Calendario 1429 | Calendario 1429 | Calendario 1429 | Calendario 1429 | Calendario 1429 | Calendario 1429 | Calendario 1429 | Calendario 1429 | Calendario 1429 | Calendario 1429 | Calendario 1429 | Calendario 1429 | Calendario 1429 | Calendario 1429 | Calendario 1429 | Calendario 1429 | Calendario 1429 | Calendario 1429 | Calendario 1429 | Calendario 1429 | Calendario 1429 | Calendario 1429 |
| --------------- | --------------- | --------------- | --------------- | --------------- | --------------- | --------------- | --------------- | --------------- | --------------- | --------------- | --------------- | --------------- | --------------- | --------------- | --------------- | --------------- | --------------- | --------------- | --------------- | --------------- | --------------- | --------------- | --------------- | --------------- | --------------- | --------------- | --------------- | --------------- | --------------- | --------------- | --------------- | --------------- |
|                 | 1               | 2               | 3               | 4               | 5               | 6               | 7               | 8               | 9               | 10              | 11              | 12              | 13              | 14              | 15              | 16              | 17              | 18              | 19              | 20              | 21              | 22              | 23              | 24              | 25              | 26              | 27              | 28              | 29              | 30              | 31              |                 |
| Gennaio         | Sa              | Do              | Lu              | Ma              | Me              | Gi              | Ve              | Sa              | Do              | Lu              | Ma              | Me              | Gi              | Ve              | Sa              | Do              | Lu              | Ma              | Me              | Gi              | Ve              | Sa              | Do              | Lu              | Ma              | Me              | Gi              | Ve              | Sa              | Do              | Lu              |                 |
| Febbraio        | Ma              | Me              | Gi              | Ve              | Sa              | Do              | Lu              | Ma              | Me              | Gi              | Ve              | Sa              | Do              | Lu              | Ma              | Me              | Gi              | Ve              | Sa              | Do              | Lu              | Ma              | Me              | Gi              | Ve              | Sa              | Do              | Lu              |                 |                 |                 |                 |
| Marzo           | Ma              | Me              | Gi              | Ve              | Sa              | Do              | Lu              | Ma              | Me              | Gi              | Ve              | Sa              | Do              | Lu              | Ma              | Me              | Gi              | Ve              | Sa              | Do              | Lu              | Ma              | Me              | Gi              | Ve              | Sa              | Do              | Lu              | Ma              | Me              | Gi              |                 |
| Aprile          | Ve              | Sa              | Do              | Lu              | Ma              | Me              | Gi              | Ve              | Sa              | Do              | Lu              | Ma              | Me              | Gi              | Ve              | Sa              | Do              | Lu              | Ma              | Me              | Gi              | Ve              | Sa              | Do              | Lu              | Ma              | Me              | Gi              | Ve              | Sa              |                 |                 |
| Maggio          | Do              | Lu              | Ma              | Me              | Gi              | Ve              | Sa              | Do              | Lu              | Ma              | Me              | Gi              | Ve              | Sa              | Do              | Lu              | Ma              | Me              | Gi              | Ve              | Sa              | Do              | Lu              | Ma              | Me              | Gi              | Ve              | Sa              | Do              | Lu              | Ma              |                 |
| Giugno          | Me              | Gi              | Ve              | Sa              | Do              | Lu              | Ma              | Me              | Gi              | Ve              | Sa              | Do              | Lu              | Ma              | Me              | Gi              | Ve              | Sa              | Do              | Lu              | Ma              | Me              | Gi              | Ve              | Sa              | Do              | Lu              | Ma              | Me              | Gi              |                 |                 |
| Luglio          | Ve              | Sa              | Do              | Lu              | Ma              | Me              | Gi              | Ve              | Sa              | Do              | Lu              | Ma              | Me              | Gi              | Ve              | Sa              | Do              | Lu              | Ma              | Me              | Gi              | Ve              | Sa              | Do              | Lu              | Ma              | Me              | Gi              | Ve              | Sa              | Do              |                 |
| Agosto          | Lu              | Ma              | Me              | Gi              | Ve              | Sa              | Do              | Lu              | Ma              | Me              | Gi              | Ve              | Sa              | Do              | Lu              | Ma              | Me              | Gi              | Ve              | Sa              | Do              | Lu              | Ma              | Me              | Gi              | Ve              | Sa              | Do              | Lu              | Ma              | Me              |                 |
| Settembre       | Gi              | Ve              | Sa              | Do              | Lu              | Ma              | Me              | Gi              | Ve              | Sa              | Do              | Lu              | Ma              | Me              | Gi              | Ve              | Sa              | Do              | Lu              | Ma              | Me              | Gi              | Ve              | Sa              | Do              | Lu              | Ma              | Me              | Gi              | Ve              |                 |                 |
| Ottobre         | Sa              | Do              | Lu              | Ma              | Me              | Gi              | Ve              | Sa              | Do              | Lu              | Ma              | Me              | Gi              | Ve              | Sa              | Do              | Lu              | Ma              | Me              | Gi              | Ve              | Sa              | Do              | Lu              | Ma              | Me              | Gi              | Ve              | Sa              | Do              | Lu              |                 |
| Novembre        | Ma              | Me              | Gi              | Ve              | Sa              | Do              | Lu              | Ma              | Me              | Gi              | Ve              | Sa              | Do              | Lu              | Ma              | Me              | Gi              | Ve              | Sa              | Do              | Lu              | Ma              | Me              | Gi              | Ve              | Sa              | Do              | Lu              | Ma              | Me              |                 |                 |
| Dicembre        | Gi              | Ve              | Sa              | Do              | Lu              | Ma              | Me              | Gi              | Ve              | Sa              | Do              | Lu              | Ma              | Me              | Gi              | Ve              | Sa              | Do              | Lu              | Ma              | Me              | Gi              | Ve              | Sa              | Do              | Lu              | Ma              | Me              | Gi              | Ve              | Sa              |                 |